# 氧化亞鉑
氧化亞鉑（化學式：PtO），又稱一氧化鉑、氧化鉑（Ⅱ），是鉑的+2價氧化物。鉑的氧化物除了氧化亞鉑外，尚有二氧化鉑、三氧化鉑。

## 製備
氧化亞鉑可以藉由加熱二氧化鉑至大約400℃製得：
2 PtO2 → 2 PtO + O2 ↑
氧化亞鉑也可藉由加熱氫氧化亞鉑製得：
Pt(OH)2 → PtO + H2O ↑